# Bisbat de Cuernavaca
El Bisbat de Cuernavaca - Diócesis de Cuernavaca (castellà), Dioecesis Cuernavacensis (llatí) - és una seu de l'Església Catòlica a Mèxic, sufragània de l'arquebisbat de Mèxic, i que pertany a la regió eclesiàstica Metro-Circundante. Al 2013 tenia 1.936.000 batejats sobre una població de 2.240.000 habitants. Des del 2013 està regida pel bisbe Ramón Castro Castro.

## Territori
La diòcesi comprèn tot l'estat mexicà de Morelos.
La seu episcopal és la ciutat de Cuernavaca, on es troba la catedral de Maria Assumpta al Cel.
El territori s'estén sobre 4.941 km², i està dividit en 108 parròquies.

## Història
La diòcesi va ser erigida el 23 de juny de 1891 mitjançant la butlla Illud in primis del Papa Lleó XIII, prenent el territori dels bisbats de l'arquebisbat de Mèxic.

## Episcopologi
- Fortino Hipólito Vera y Talonia † (3 de juliol de 1894 - 22 de setembre de 1898 mort)
- Francisco Plancarte y Navarrete † (28 de novembre de 1898 - 27 de novembre de 1911 nomenat arquebisbe de Linares o Nueva León)
- Manuel Fulcheri y Pietrasanta † (6 de maig de 1912 - 21 d'abril de 1922 nomenat bisbe de Zamora)
- Francisco Uranga y Sáenz † (21 d'abril de 1922 - 9 de juliol de 1930 mort)
- Francisco María González y Arias † (30 de gener de 1931 - 20 d'agost de 1946 mort)
- Alfonso Espino y Silva † (2 d'agost de 1947 - 15 de maig de 1951 nomenat arquebisbe coadjutor de Monterrey)
- Sergio Méndez Arceo † (11 marzo 1952 - 28 de desembre de 1982 jubilat)
- Juan Jesús Posadas Ocampo † (28 de desembre de 1982 - 15 de maig de 1987 nomenat arquebisbe de Guadalajara)
- Luis Reynoso Cervantes † (17 d'agost de 1987 - 21 de desembre de 2000 mort)
- Florencio Olvera Ochoa (22 de febrer de 2002 - 10 de juliol de 2009 jubilat)
- Alfonso Cortés Contreras (10 de juliol de 2009 - 22 de desembre de 2012 nomenat arquebisbe de León)
- Ramón Castro Castro, des del 15 de maig de 2013

## Estadístiques
A finals del 2013, la diòcesi tenia 1.936.000 batejats sobre una població de 2.240.000 persones, equivalent al 86,4% del total.
| any  | població  | població  | població | sacerdots | sacerdots       | sacerdots       | sacerdots             | diaques | religiosos | religiosos | parròquies |
| ---- | --------- | --------- | -------- | --------- | --------------- | --------------- | --------------------- | ------- | ---------- | ---------- | ---------- |
| any  | batejats  | total     | %        | total     | clergat secular | clergat regular | batejats per sacerdot | diaques | homes      | dones      |            |
| 1949 | 210.000   | 220.000   | 95,5     | 48        | 42              | 6               | 4.375                 |         | 5          | 140        | 25         |
| 1966 | 412.000   | 436.000   | 94,5     | 116       | 92              | 24              | 3.551                 |         | 25         | 247        | 40         |
| 1967 | 414.000   | 438.000   | 94,5     | 113       | 97              | 16              | 3.663                 |         | 17         | 253        | 40         |
| 1976 | 620.000   | 641.000   | 96,7     | 119       | 97              | 22              | 5.210                 |         | 34         | 281        | 56         |
| 1980 | 620.000   | 641.000   | 96,7     | 119       | 97              | 22              | 5.210                 |         | 34         | 281        | 56         |
| 1990 | 1.550.000 | 1.762.000 | 88,0     | 136       | 88              | 48              | 11.397                |         | 63         | 263        | 78         |
| 1999 | 1.742.230 | 1.980.971 | 87,9     | 179       | 126             | 53              | 9.733                 | 1       | 71         | 21         | 99         |
| 2000 | 1.829.341 | 2.080.019 | 87,9     | 182       | 129             | 53              | 10.051                | 1       | 53         | 403        | 99         |
| 2001 | 1.829.341 | 2.080.019 | 87,9     | 178       | 125             | 53              | 10.277                | 1       | 87         | 383        | 116        |
| 2002 | 1.829.341 | 2.080.019 | 87,9     | 181       | 128             | 53              | 10.106                | 54      | 139        | 430        | 115        |
| 2003 | 1.829.341 | 2.080.019 | 87,9     | 186       | 126             | 60              | 9.835                 | 62      | 118        | 521        | 114        |
| 2004 | 1.829.341 | 2.080.019 | 87,9     | 193       | 133             | 60              | 9.478                 | 2       | 67         | 543        | 114        |
| 2006 | 1.854.000 | 2.144.000 | 86,5     | 193       | 131             | 62              | 9.606                 | 2       | 115        | 457        | 109        |
| 2013 | 1.936.000 | 2.240.000 | 86,4     | 184       | 135             | 49              | 10.521                |         | 113        | 407        | 108        |